# Platja de La Acacia
La platja de La Acacia, també coneguda com de les Gavines o de la Jorconera, és una platja situada en el concejo de Llanes, Astúries. S'emmarca a les platges de la Costa oriental d'Astúries, també anomenada Costa Verda Asturiana i és considerada paisatge protegit, des del punt de vista mediambiental (per la seva vegetació). Per aquest motiu està integrada, segons informació del Ministeri d'Agricultura, Alimentació i Medi ambient, en el Paisatge Protegit de la Costa Oriental d'Astúries.

## Descripció
La platja de La Acacia està situada enfront de l'illot de Santiuste, en una zona en la qual el mar comunica amb l'interior mitjançant dos passos subterranis que donen origen a platges interiors dels voltants, com la platja de Cobijero, que al seu torn enriqueix les seves aigües amb les continentals que rep d'un rierol que desemboca en aquest lloc.
El jaç de la platja presenta tant afloraments rocosos com a fines sorres blanques. Hi ha una senda sobre el mateix penya-segat amb una forta pendent i presa per la naturalesa, que la fa impracticable. També existeix un camí des de la propera platja de La Franca, però només pot utilitzar-se en comptades ocasions travessant l'arenal de l'esmentada platja.
Per les dificultat d'accés, és escassament freqüentada, per la qual cosa no disposa de cap mena de servei.